# Harry Maguire
Jacob Harry Maguire (Sheffield, 5 marzo 1993) è un calciatore inglese, difensore del Manchester Utd e della nazionale inglese, con cui è stato vicecampione d'Europa nel 2021.
Cresciuto nello Sheffield Utd, si è affermato nel Leicester City, con cui ha giocato dal 2017 al 2019. Nello stesso anno è stato acquistato dal Manchester Utd per 87 milioni di euro, diventando all'epoca il difensore più pagato nella storia del calcio (record poi superato da Joško Gvardiol nel 2023).
Con la nazionale inglese ha partecipato a due campionati mondiali (2018 e 2022) e a un campionato europeo (2021).

## Biografia
Nell'agosto 2020, mentre si trovava insieme a un amico e al fratello sull'isola di Mykonos, è stato arrestato dalla polizia greca per una rissa: l'episodio gli è costato una condanna a 21 mesi di reclusione e l'esclusione temporanea, per due gare, dalla nazionale.

## Caratteristiche tecniche
Difensore centrale dalla stazza imponente, molto forte fisicamente, si dimostra abile nel gioco aereo. Considerato uno dei difensori migliori del calcio inglese della sua generazione, in fase di interdizione fa valere la sua capacità di comprensione dello spazio, unita alla propria reattività. In fase realizzativa è con il colpo di testa che trova principalmente la conclusione, in particolare da azioni innescate da palla inattiva.

## Carriera

### Club

#### Sheffield Utd
Maguire inizia la sua carriera calcistica nelle giovanili dello Sheffield Utd, con cui esordisce in prima squadra, il 12 aprile 2011, a 18 anni (da poco compiuti), nella partita persa per 2-0 in casa contro il Cardiff City. A fine stagione viene retrocesso in Football League One nella (terza divisione inglese). Il 6 agosto dello stesso anno, arriva la sua prima rete da professionista, nella partita d'esordio della stagione 2011-2012 vinta per 2-0 in trasferta contro l'Oldham Athletic. In quattro stagioni con la maglia delle Blades colleziona complessivamente 166 presenze, segnando 12 reti.

#### Hull City

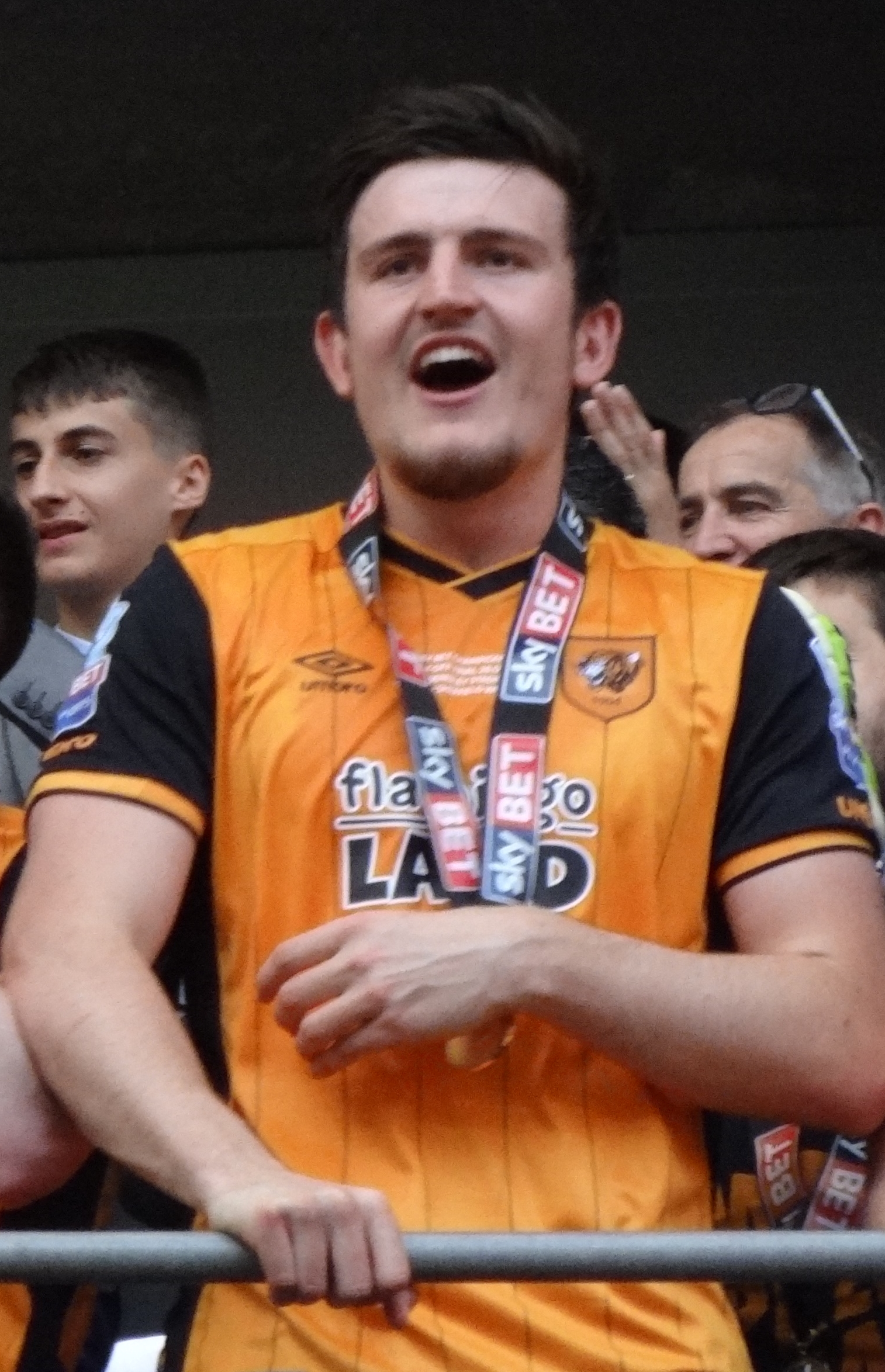
Maguire all'Hull City dopo la vittoriosa finale play-off di Football League Championship 2015-2016

Il 29 luglio 2014 viene acquistato dall'Hull City, con cui il 20 dicembre dello stesso anno fa il suo esordio in Premier League, entrando al 77' al posto del capitano delle Tigers Curtis Davies, nella partita persa in casa per 1-0 contro lo Swansea City. Nel febbraio del 2015 viene girato in prestito per un mese al Wigan. Il 28 febbraio successivo segna la sua unica rete con i Latics nella partita vinta per 3-1 fuori casa contro il Blackpool.
Tuttavia, grazie alle buone prestazioni con la maglia del Wigan, il prestito del giocatore viene esteso fino al termine della stagione. Tornato dal prestito, nella stagione 2015-2016 gioca con l'Hull City in Championship dove il 28 maggio 2016 vince con la sua squadra per 1-0 la finale dei Play-off contro lo Sheffield Weds, venendo così promosso in Premier. Il 5 aprile 2017 segna la sua prima rete nella massima serie inglese, indossando la fascia di capitano delle Tigers, nella vittoria per 4-2 in casa contro il Middlesbrough. In tre stagioni con la maglia dell'Hull City disputa 75 partite segnando 3 reti.

#### Leicester City
Il 15 giugno 2017 passa al Leicester City per 17 milioni di sterline. Il 19 agosto successivo, sigla la sua prima rete con le Foxes nella partita interna vinta per 2-0 contro il Brighton. Resta a Leicester per due stagioni (nella prima delle quali ha giocato tutte le 38 partite di campionato senza saltare nemmeno un minuto), collezionando 76 presenze e 5 reti in tutte le competizioni, l'ultima realizzata contro il Liverpool pareggiando per 1-1.

#### Manchester Utd
Il 5 agosto 2019 viene ufficializzato il suo passaggio a titolo definitivo al Manchester Utd. Il costo del trasferimento, pari a 87 milioni di euro, lo rende all'epoca il difensore più pagato nella storia del calcio (record superato da Joško Gvardiol nel 2023), nonché il calciatore inglese più costoso di sempre (record superato da Jack Grealish nel 2021). Nel gennaio del 2020, dopo la partenza di Ashley Young, viene nominato nuovo capitano dei Red Devils. Conclude la prima stagione con 55 presenze e 3 reti in tutte le competizioni.

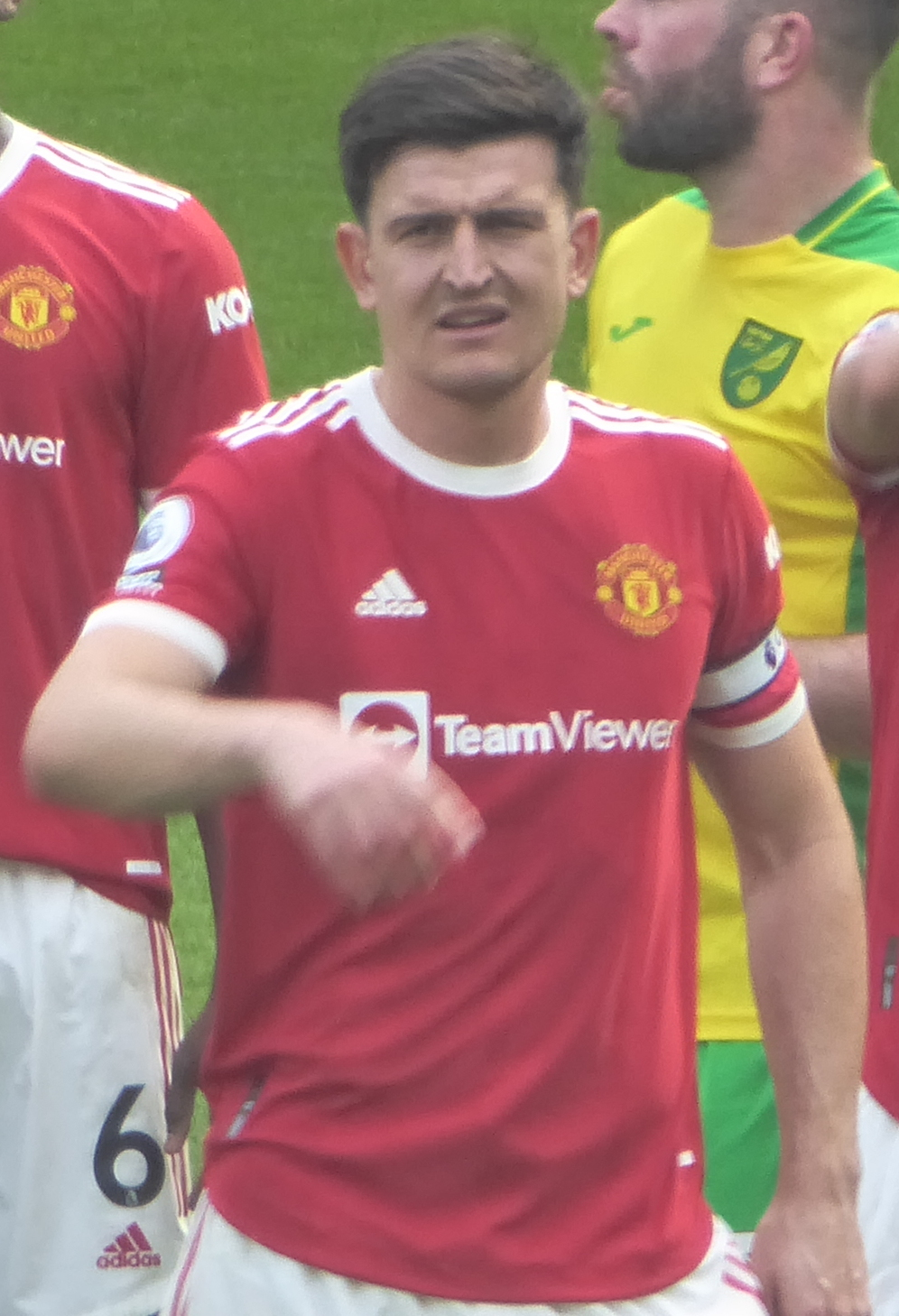
Maguire capitano del Manchester Utd nel 2022

Nella stagione 2020-2021, la prima iniziata da capitano, è ancora uno dei punti fermi della squadra. Disputa 52 partite complessive, segnando 2 gol, e raggiunge la finale di Europa League persa contro il Villarreal, alla quale non partecipa a causa di un infortunio. Alla fine del torneo viene incluso nella squadra della stagione della competizione.
Segna una rete il 20 ottobre 2021 nella Champions League sconfiggendo l'Atalanta per 3-2,sigla un gol anche nell'edizione 2023-2024 decidendo la vittoria per 1-0 contro il Copenhagen.
Finisce gradualmente ai margini dal 2022, in coincidenza con l'arrivo in panchina di Erik ten Hag, perdendo anche la fascia da capitano a partire dalla stagione 2023-2024.
Tuttavia, durante la stagione si rende protagonista di grandi prove, segnalandosi come una delle poche note positive in un United completamente allo sbando.
Le cose migliorano notevolmente la stagione successiva, dove Maguire si distingue come uno dei migliori difensori della Premier. Vince la FA Cup dove realizza un gol nel primo tempo, nella semifinale contro il Coventry City, che si conclude per 3-3 e il Manchester United vince poi ai calci di rigore per 4-2.
Durante l'Europa League, il 17 aprile 2025, in una partita molto combattura contro il Lione nei quarti di finale, Maguire porta la squadra alla vittoria segnando la rete del definitivo 5-4 nei tempi supplementari.

### Nazionale
Il 13 novembre 2012 ha giocato nella nazionale Under-21 inglese, nell'amichevole disputata contro i pari età dell'Irlanda del Nord, match vinto per 2-0 dagli inglesi.
Nell'agosto 2017 viene convocato per la prima volta dal commissario tecnico Gareth Southgate nella nazionale maggiore, per le partite valide alle qualificazioni al campionato mondiale di calcio 2018 contro Malta e Slovacchia. L'8 ottobre del 2017 debutta giocando come titolare nella partita vinta per 1-0 in trasferta contro la Lituania. Viene poi convocato per il Mondiale 2018, dove gioca tutte le partite disputate dall'Inghilterra, come titolare. Il 7 luglio del 2018 segna la sua prima rete con la maglia dei Three Lions nella partita dei quarti di finale dei mondiali, contro la Svezia vinta per 2-0. Gli inglesi sono arrivati quarti nella manifestazione, e Maguire ha disputato un ottimo mondiale.
Nell'agosto 2020, a seguito di una condanna a 21 mesi di reclusione avvenuta in Grecia, viene escluso dalla lista dei convocati per la partita di UEFA Nations League 2020-2021 contro Islanda e Danimarca.
Nell'estate del 2021 partecipa al campionato d'Europa 2020, dove esordisce contro la Rep. Ceca, all'ultima gara della fase a gironi della nazionale inglese. Impiegato anche nelle successive gare, va in rete nel quarto di finale vinto per 4-0 allo stadio Olimpico di Roma contro l'Ucraina. Con la squadra inglese si piazza secondo nel torneo, sconfitto ai tiri di rigore nella finale di Wembley dall'Italia; durante questa partita, mette a segno uno dei tiri dal dischetto della serie finale. Al termine del torneo viene inserito nel migliore 11 della competizione dalla UEFA.
Il 15 novembre 2021 segna il suo settimo gol in nazionale nel successo per 0-10 in casa di San Marino, diventando così il difensore centrale più prolifico nella storia dell'Inghilterra.

## Statistiche

### Presenze e reti nei club
Statistiche aggiornate al 16 maggio 2024.
| Stagione              | Squadra               | Campionato            | Campionato | Campionato | Coppe nazionali | Coppe nazionali | Coppe nazionali | Coppe continentali | Coppe continentali | Coppe continentali | Altre coppe | Altre coppe | Altre coppe | Totale | Totale |
| Stagione              | Squadra               | Comp                  | Pres       | Reti       | Comp            | Pres            | Reti            | Comp               | Pres               | Reti               | Comp        | Pres        | Reti        | Pres   | Reti   |
| --------------------- | --------------------- | --------------------- | ---------- | ---------- | --------------- | --------------- | --------------- | ------------------ | ------------------ | ------------------ | ----------- | ----------- | ----------- | ------ | ------ |
| 2010-2011             | Sheffield Utd         | FLC                   | 5          | 0          | FACup+CdL       | 0+0             | 0               | -                  | -                  | -                  | -           | -           | -           | 5      | 0      |
| 2011-2012             | Sheffield Utd         | FL1                   | 44+3       | 1+0        | FACup+CdL       | 4+2             | 0               | -                  | -                  | -                  | FLT         | 3           | 0           | 56     | 1      |
| 2012-2013             | Sheffield Utd         | FL1                   | 44+2       | 3+0        | FACup+CdL       | 4+1             | 0               | -                  | -                  | -                  | FLT         | 2           | 2           | 53     | 5      |
| 2013-2014             | Sheffield Utd         | FL1                   | 41         | 5          | FACup+CdL       | 8+1             | 1+0             | -                  | -                  | -                  | FLT         | 2           | 0           | 52     | 6      |
| Totale Sheffield Utd  | Totale Sheffield Utd  | Totale Sheffield Utd  | 134+5      | 9+0        |                 | 20              | 1               |                    | -                  | -                  |             | 7           | 2           | 166    | 12     |
| 2014-gen. 2015        | Hull City             | PL                    | 3          | 0          | FACup+CdL       | 1+1             | 0               | UEL                | 1                  | 0                  | -           | -           | -           | 6      | 0      |
| feb.-giu. 2015        | Wigan                 | FLC                   | 16         | 1          | FACup+CdL       | 0+0             | 0               | -                  | -                  | -                  | -           | -           | -           | 16     | 1      |
| 2015-2016             | Hull City             | FLC                   | 22+2       | 0          | FACup+CdL       | 4+5             | 0               | -                  | -                  | -                  | -           | -           | -           | 33     | 0      |
| 2016-2017             | Hull City             | PL                    | 29         | 2          | FACup+CdL       | 1+6             | 0+1             | -                  | -                  | -                  | -           | -           | -           | 36     | 3      |
| Totale Hull City      | Totale Hull City      | Totale Hull City      | 54+2       | 2+0        |                 | 18              | 1               |                    | 1                  | 0                  |             | -           | -           | 75     | 3      |
| 2017-2018             | Leicester City        | PL                    | 38         | 2          | FACup+CdL       | 3+3             | 0               | -                  | -                  | -                  | -           | -           | -           | 44     | 2      |
| 2018-2019             | Leicester City        | PL                    | 31         | 3          | FACup+CdL       | 0+1             | 0               | -                  | -                  | -                  | -           | -           | -           | 32     | 3      |
| Totale Leicester City | Totale Leicester City | Totale Leicester City | 69         | 5          |                 | 7               | 0               |                    | -                  | -                  |             | -           | -           | 76     | 5      |
| 2019-2020             | Manchester Utd        | PL                    | 38         | 1          | FACup+CdL       | 5+3             | 2+0             | UEL                | 9                  | 0                  | -           | -           | -           | 55     | 3      |
| 2020-2021             | Manchester Utd        | PL                    | 34         | 2          | FACup+CdL       | 4+3             | 0               | UCL+UEL            | 5+6                | 0                  | -           | -           | -           | 52     | 2      |
| 2021-2022             | Manchester Utd        | PL                    | 30         | 1          | FACup+CdL       | 1+0             | 0               | UCL                | 6                  | 1                  | -           | -           | -           | 37     | 2      |
| 2022-2023             | Manchester Utd        | PL                    | 16         | 0          | FACup+CdL       | 4+4             | 0               | UEL                | 7                  | 0                  | -           | -           | -           | 31     | 0      |
| 2023-2024             | Manchester Utd        | PL                    | 22         | 2          | FACup+CdL       | 3+2             | 1+0             | UCL                | 4                  | 1                  | -           | -           | -           | 32     | 4      |
| 2024-2025             | Manchester Utd        | PL                    | 27         | 1          | FACup+CdL       | 3+1             | 1+0             | UEL                | 8                  | 2                  | CS          | 1           | 0           | 40     | 4      |
| Totale Manchester Utd | Totale Manchester Utd | Totale Manchester Utd | 168        | 7          |                 | 24              | 4               |                    | 38                 | 4                  |             | 1           | 0           | 234    | 15     |
| Totale carriera       | Totale carriera       | Totale carriera       | 422        | 23         |                 | 69              | 6               |                    | 39                 | 4                  |             | 8           | 2           | 567    | 36     |

### Cronologia presenze e reti in nazionale
| Cronologia completa delle presenze e delle reti in nazionale ― Inghilterra | Cronologia completa delle presenze e delle reti in nazionale ― Inghilterra | Cronologia completa delle presenze e delle reti in nazionale ― Inghilterra | Cronologia completa delle presenze e delle reti in nazionale ― Inghilterra | Cronologia completa delle presenze e delle reti in nazionale ― Inghilterra | Cronologia completa delle presenze e delle reti in nazionale ― Inghilterra | Cronologia completa delle presenze e delle reti in nazionale ― Inghilterra | Cronologia completa delle presenze e delle reti in nazionale ― Inghilterra |
| Data                                                                       | Città                                                                      | In casa                                                                    | Risultato                                                                  | Ospiti                                                                     | Competizione                                                               | Reti                                                                       | Note                                                                       |
| -------------------------------------------------------------------------- | -------------------------------------------------------------------------- | -------------------------------------------------------------------------- | -------------------------------------------------------------------------- | -------------------------------------------------------------------------- | -------------------------------------------------------------------------- | -------------------------------------------------------------------------- | -------------------------------------------------------------------------- |
| 8-10-2017                                                                  | Trnava                                                                     | Lituania                                                                   | 0 – 1                                                                      | Inghilterra                                                                | Qual. Mondiali 2018                                                        | -                                                                          |                                                                            |
| 11-11-2017                                                                 | Londra                                                                     | Inghilterra                                                                | 0 – 0                                                                      | Germania                                                                   | Amichevole                                                                 | -                                                                          |                                                                            |
| 14-11-2017                                                                 | Londra                                                                     | Inghilterra                                                                | 0 – 0                                                                      | Brasile                                                                    | Amichevole                                                                 | -                                                                          |                                                                            |
| 23-3-2018                                                                  | Amsterdam                                                                  | Paesi Bassi                                                                | 0 – 1                                                                      | Inghilterra                                                                | Amichevole                                                                 | -                                                                          | 10’ 89’                                                                    |
| 7-6-2018                                                                   | Leeds                                                                      | Inghilterra                                                                | 2 – 0                                                                      | Costa Rica                                                                 | Amichevole                                                                 | -                                                                          |                                                                            |
| 18-6-2018                                                                  | Volgograd                                                                  | Tunisia                                                                    | 1 – 2                                                                      | Inghilterra                                                                | Mondiali 2018 - 1º turno                                                   | -                                                                          |                                                                            |
| 24-6-2018                                                                  | Nižnij Novgorod                                                            | Inghilterra                                                                | 6 – 1                                                                      | Panama                                                                     | Mondiali 2018 - 1º turno                                                   | -                                                                          |                                                                            |
| 28-6-2018                                                                  | Kaliningrad                                                                | Inghilterra                                                                | 0 – 1                                                                      | Belgio                                                                     | Mondiali 2018 - 1º turno                                                   | -                                                                          | 46’                                                                        |
| 3-7-2018                                                                   | Mosca                                                                      | Colombia                                                                   | 1 – 1 dts (3 – 4 dtr)                                                      | Inghilterra                                                                | Mondiali 2018 - Ottavi di finale                                           | -                                                                          |                                                                            |
| 7-7-2018                                                                   | Samara                                                                     | Svezia                                                                     | 0 – 2                                                                      | Inghilterra                                                                | Mondiali 2018 - Quarti di finale                                           | 1                                                                          | 87’                                                                        |
| 11-7-2018                                                                  | Mosca                                                                      | Croazia                                                                    | 2 – 1 dts                                                                  | Inghilterra                                                                | Mondiali 2018 - Semifinale                                                 | -                                                                          |                                                                            |
| 14-7-2018                                                                  | San Pietroburgo                                                            | Belgio                                                                     | 2 – 0                                                                      | Inghilterra                                                                | Mondiali 2018 - Finale 3º posto                                            | -                                                                          | 78’                                                                        |
| 8-9-2018                                                                   | Londra                                                                     | Inghilterra                                                                | 1 – 2                                                                      | Spagna                                                                     | UEFA Nations League 2018-2019 - 1º turno                                   | -                                                                          |                                                                            |
| 11-9-2018                                                                  | Leicester                                                                  | Inghilterra                                                                | 1 – 0                                                                      | Svizzera                                                                   | Amichevole                                                                 | -                                                                          |                                                                            |
| 12-10-2018                                                                 | Fiume                                                                      | Croazia                                                                    | 0 – 0                                                                      | Inghilterra                                                                | UEFA Nations League 2018-2019 - 1º turno                                   | -                                                                          |                                                                            |
| 15-10-2018                                                                 | Siviglia                                                                   | Spagna                                                                     | 2 – 3                                                                      | Inghilterra                                                                | UEFA Nations League 2018-2019 - 1º turno                                   | -                                                                          | 71’                                                                        |
| 22-3-2019                                                                  | Londra                                                                     | Inghilterra                                                                | 5 – 0                                                                      | Rep. Ceca                                                                  | Qual. Euro 2020                                                            | -                                                                          |                                                                            |
| 25-3-2019                                                                  | Podgorica                                                                  | Montenegro                                                                 | 1 – 5                                                                      | Inghilterra                                                                | Qual. Euro 2020                                                            | -                                                                          |                                                                            |
| 6-6-2019                                                                   | Guimarães                                                                  | Paesi Bassi                                                                | 3 – 1 dts                                                                  | Inghilterra                                                                | UEFA Nations League 2018-2019 - Semifinale                                 | -                                                                          |                                                                            |
| 9-6-2019                                                                   | Guimarães                                                                  | Svizzera                                                                   | 0 – 0 dts (5 – 6 dtr)                                                      | Inghilterra                                                                | UEFA Nations League 2018-2019 - Finale 3º posto                            | -                                                                          | [ 30 ]                                                                     |
| 7-9-2019                                                                   | Londra                                                                     | Inghilterra                                                                | 4 – 0                                                                      | Bulgaria                                                                   | Qual. Euro 2020                                                            | -                                                                          |                                                                            |
| 10-9-2019                                                                  | Southampton                                                                | Inghilterra                                                                | 5 – 3                                                                      | Kosovo                                                                     | Qual. Euro 2020                                                            | -                                                                          |                                                                            |
| 11-10-2019                                                                 | Praga                                                                      | Rep. Ceca                                                                  | 2 – 1                                                                      | Inghilterra                                                                | Qual. Euro 2020                                                            | -                                                                          |                                                                            |
| 14-10-2019                                                                 | Sofia                                                                      | Bulgaria                                                                   | 0 – 6                                                                      | Inghilterra                                                                | Qual. Euro 2020                                                            | -                                                                          |                                                                            |
| 14-11-2019                                                                 | Londra                                                                     | Inghilterra                                                                | 7 – 0                                                                      | Montenegro                                                                 | Qual. Euro 2020                                                            | -                                                                          |                                                                            |
| 17-11-2019                                                                 | Pristina                                                                   | Kosovo                                                                     | 0 – 4                                                                      | Inghilterra                                                                | Qual. Euro 2020                                                            | -                                                                          |                                                                            |
| 11-10-2020                                                                 | Londra                                                                     | Inghilterra                                                                | 2 – 1                                                                      | Belgio                                                                     | UEFA Nations League 2020-2021 - 1º turno                                   | -                                                                          |                                                                            |
| 14-10-2020                                                                 | Londra                                                                     | Inghilterra                                                                | 0 – 1                                                                      | Danimarca                                                                  | UEFA Nations League 2020-2021 - 1º turno                                   | -                                                                          | 5’, 32’                                                                    |
| 12-11-2020                                                                 | Londra                                                                     | Inghilterra                                                                | 3 – 0                                                                      | Irlanda                                                                    | Amichevole                                                                 | 1                                                                          | cap.                                                                       |
| 18-11-2020                                                                 | Londra                                                                     | Inghilterra                                                                | 4 – 0                                                                      | Islanda                                                                    | UEFA Nations League 2020-2021 - 1º turno                                   | -                                                                          |                                                                            |
| 28-3-2021                                                                  | Tirana                                                                     | Albania                                                                    | 0 – 2                                                                      | Inghilterra                                                                | Qual. Mondiali 2022                                                        | -                                                                          |                                                                            |
| 31-3-2021                                                                  | Londra                                                                     | Inghilterra                                                                | 2 – 1                                                                      | Polonia                                                                    | Qual. Mondiali 2022                                                        | 1                                                                          |                                                                            |
| 22-6-2021                                                                  | Londra                                                                     | Rep. Ceca                                                                  | 0 – 1                                                                      | Inghilterra                                                                | Euro 2020 - 1º turno                                                       | -                                                                          |                                                                            |
| 29-6-2021                                                                  | Londra                                                                     | Inghilterra                                                                | 2 – 0                                                                      | Germania                                                                   | Euro 2020 - Ottavi di finale                                               | -                                                                          | 77’                                                                        |
| 3-7-2021                                                                   | Roma                                                                       | Ucraina                                                                    | 0 – 4                                                                      | Inghilterra                                                                | Euro 2020 - Quarti di finale                                               | 1                                                                          |                                                                            |
| 7-7-2021                                                                   | Londra                                                                     | Inghilterra                                                                | 2 – 1 dts                                                                  | Danimarca                                                                  | Euro 2020 - Semifinale                                                     | -                                                                          | 49’                                                                        |
| 11-7-2021                                                                  | Londra                                                                     | Italia                                                                     | 1 – 1 dts (3 – 2 dtr)                                                      | Inghilterra                                                                | Euro 2020 - Finale                                                         | -                                                                          | 106’                                                                       |
| 2-9-2021                                                                   | Budapest                                                                   | Ungheria                                                                   | 0 – 4                                                                      | Inghilterra                                                                | Qual. Mondiali 2022                                                        | 1                                                                          |                                                                            |
| 8-9-2021                                                                   | Varsavia                                                                   | Polonia                                                                    | 1 – 1                                                                      | Inghilterra                                                                | Qual. Mondiali 2022                                                        | -                                                                          | 45+5’                                                                      |
| 12-11-2021                                                                 | Londra                                                                     | Inghilterra                                                                | 5 – 0                                                                      | Albania                                                                    | Qual. Mondiali 2022                                                        | 1                                                                          |                                                                            |
| 15-11-2021                                                                 | Serravalle                                                                 | San Marino                                                                 | 0 – 10                                                                     | Inghilterra                                                                | Qual. Mondiali 2022                                                        | 1                                                                          | 46’                                                                        |
| 29-3-2022                                                                  | Londra                                                                     | Inghilterra                                                                | 3 – 0                                                                      | Costa d'Avorio                                                             | Amichevole                                                                 | -                                                                          |                                                                            |
| 4-6-2022                                                                   | Budapest                                                                   | Ungheria                                                                   | 1 – 0                                                                      | Inghilterra                                                                | UEFA Nations League 2022-2023 - 1º turno                                   | -                                                                          |                                                                            |
| 7-6-2022                                                                   | Monaco di Baviera                                                          | Germania                                                                   | 1 – 1                                                                      | Inghilterra                                                                | UEFA Nations League 2022-2023 - 1º turno                                   | -                                                                          |                                                                            |
| 11-6-2022                                                                  | Wolverhampton                                                              | Inghilterra                                                                | 0 – 0                                                                      | Italia                                                                     | UEFA Nations League 2022-2023 - 1º turno                                   | -                                                                          |                                                                            |
| 14-6-2022                                                                  | Wolverhampton                                                              | Inghilterra                                                                | 0 – 4                                                                      | Ungheria                                                                   | UEFA Nations League 2022-2023 - 1º turno                                   | -                                                                          | 85’                                                                        |
| 23-9-2022                                                                  | Milano                                                                     | Italia                                                                     | 1 – 0                                                                      | Inghilterra                                                                | UEFA Nations League 2022-2023 - 1º turno                                   | -                                                                          |                                                                            |
| 26-9-2022                                                                  | Londra                                                                     | Inghilterra                                                                | 3 – 3                                                                      | Germania                                                                   | UEFA Nations League 2022-2023 - 1º turno                                   | -                                                                          |                                                                            |
| 21-11-2022                                                                 | Al Rayyan                                                                  | Inghilterra                                                                | 6 – 2                                                                      | Iran                                                                       | Mondiali 2022 - 1º turno                                                   | -                                                                          | 70’                                                                        |
| 25-11-2022                                                                 | Al Khawr                                                                   | Inghilterra                                                                | 0 – 0                                                                      | Stati Uniti                                                                | Mondiali 2022 - 1º turno                                                   | -                                                                          |                                                                            |
| 29-11-2022                                                                 | Al Rayyan                                                                  | Galles                                                                     | 0 – 3                                                                      | Inghilterra                                                                | Mondiali 2022 - 1º turno                                                   | -                                                                          |                                                                            |
| 4-12-2022                                                                  | Al Khor                                                                    | Inghilterra                                                                | 3 – 0                                                                      | Senegal                                                                    | Mondiali 2022 - Ottavi di finale                                           | -                                                                          |                                                                            |
| 10-12-2022                                                                 | Al Khor                                                                    | Inghilterra                                                                | 1 – 2                                                                      | Francia                                                                    | Mondiali 2022 - Quarti di finale                                           | -                                                                          | 89’                                                                        |
| 23-3-2023                                                                  | Napoli                                                                     | Italia                                                                     | 1 – 2                                                                      | Inghilterra                                                                | Qual. Euro 2024                                                            | -                                                                          | 57’                                                                        |
| 26-3-2023                                                                  | Londra                                                                     | Inghilterra                                                                | 2 – 0                                                                      | Ucraina                                                                    | Qual. Euro 2024                                                            | -                                                                          |                                                                            |
| 16-6-2023                                                                  | Ta' Qali                                                                   | Malta                                                                      | 0 – 4                                                                      | Inghilterra                                                                | Qual. Euro 2024                                                            | -                                                                          |                                                                            |
| 19-6-2023                                                                  | Manchester                                                                 | Inghilterra                                                                | 7 – 0                                                                      | Macedonia del Nord                                                         | Qual. Euro 2024                                                            | -                                                                          |                                                                            |
| 9-9-2023                                                                   | Breslavia                                                                  | Ucraina                                                                    | 1 – 1                                                                      | Inghilterra                                                                | Qual. Euro 2024                                                            | -                                                                          | 86’                                                                        |
| 12-9-2023                                                                  | Glasgow                                                                    | Scozia                                                                     | 1 – 3                                                                      | Inghilterra                                                                | Amichevole                                                                 | -                                                                          | 46’                                                                        |
| 17-10-2023                                                                 | Londra                                                                     | Inghilterra                                                                | 3 – 1                                                                      | Italia                                                                     | Qual. Euro 2024                                                            | -                                                                          |                                                                            |
| 17-11-2023                                                                 | Londra                                                                     | Inghilterra                                                                | 2 – 0                                                                      | Malta                                                                      | Qual. Euro 2024                                                            | -                                                                          |                                                                            |
| 20-11-2023                                                                 | Skopje                                                                     | Macedonia del Nord                                                         | 1 – 1                                                                      | Inghilterra                                                                | Qual. Euro 2024                                                            | -                                                                          |                                                                            |
| 23-3-2024                                                                  | Londra                                                                     | Inghilterra                                                                | 0 – 1                                                                      | Brasile                                                                    | Amichevole                                                                 | -                                                                          | 67’                                                                        |
| 7-9-2024                                                                   | Dublino                                                                    | Irlanda                                                                    | 0 – 2                                                                      | Inghilterra                                                                | UEFA Nations League 2024-2025 - 1º turno                                   | -                                                                          | 85’                                                                        |
| Totale                                                                     |                                                                            | Presenze                                                                   | 64                                                                         |                                                                            | Reti                                                                       | 7                                                                          |                                                                            |

| Cronologia completa delle presenze e delle reti in nazionale ― Inghilterra under 21 | Cronologia completa delle presenze e delle reti in nazionale ― Inghilterra under 21 | Cronologia completa delle presenze e delle reti in nazionale ― Inghilterra under 21 | Cronologia completa delle presenze e delle reti in nazionale ― Inghilterra under 21 | Cronologia completa delle presenze e delle reti in nazionale ― Inghilterra under 21 | Cronologia completa delle presenze e delle reti in nazionale ― Inghilterra under 21 | Cronologia completa delle presenze e delle reti in nazionale ― Inghilterra under 21 | Cronologia completa delle presenze e delle reti in nazionale ― Inghilterra under 21 |
| Data                                                                                | Città                                                                               | In casa                                                                             | Risultato                                                                           | Ospiti                                                                              | Competizione                                                                        | Reti                                                                                | Note                                                                                |
| ----------------------------------------------------------------------------------- | ----------------------------------------------------------------------------------- | ----------------------------------------------------------------------------------- | ----------------------------------------------------------------------------------- | ----------------------------------------------------------------------------------- | ----------------------------------------------------------------------------------- | ----------------------------------------------------------------------------------- | ----------------------------------------------------------------------------------- |
| 13-11-2012                                                                          | Blackpool                                                                           | Inghilterra under 21                                                                | 2 – 0                                                                               | Irlanda del Nord under 21                                                           | Amichevole                                                                          | -                                                                                   | 60’                                                                                 |
| Totale                                                                              |                                                                                     | Presenze                                                                            | 1                                                                                   |                                                                                     | Reti                                                                                | 0                                                                                   |                                                                                     |

## Palmarès

### Club

#### Competizioni nazionali
- Coppa di Lega inglese: 1

Manchester United: 2022-2023
- Coppa d'Inghilterra: 1

Manchester United: 2023-2024

### Individuale
- PFA Football League One Team of the Year: 3[32][33][34]

2011-2012, 2012-2013, 2013-2014
- Squadra della stagione della UEFA Europa League: 1

2020-2021
- Squadra del torneo del campionato europeo: 1

Europa 2020